# Tara Calico
Tara Leigh Calico (sinh 28 tháng 2 năm 1969) biến mất ở gần nhà tại Belen, New Mexico vào ngày 20 tháng 9 năm 1988. Vụ án của cô được tin là cô bị bắt cóc, được nhiều chương trình truyền thông tìm hiểu như A Current Affair, Unsolved Mysteries (Bí ẩn chưa có lời giải), và America's Most Wanted. Thông tin của vụ án cũng được lên sóng ở chương trinh The Oprah Winfrey Show và 48 Hours.

## Biến mất
Vào ngày 20 tháng 9 năm 1988, Calico rời khỏi nhà khoảng 9:30 sáng để đi đạp xe như thường lệ. Cô bảo với mẹ là bà Patty Doel, đi tìm cô nếu đã quá giờ trưa mà cô chưa về. Doel đi tìm con gái bà theo lộ trình mà cô thường đạp xe, nhưng không thấy cô và báo cảnh sát. Một mẩu của chiếc Sony Walkman và băng cát-xét của Tara đã được tièm thấy dọc đường mòn và Doel tin rằng Calico có thể đã cố tình đánh rơi những vật thể này để có thể tìm đường về trong trường hợp có chuyện xảy ra với cô. Một vài người nhìn thấy Calico đạp xe đạp của cô, thứ mà vẫn chưa được tìm thấy. Không ai trong số những nhân chứng đã nhìn thấy cô cho rằng cô bị bắt cóc, dù có một vài nhân chứng quan sát được một chiếc xe Ford đời 1953 hay 1954 đi theo cô. Vẫn chưa chắc chắn rằng phương tiện này có liên quan tới sự biến mất của cô hay không. Tất cả những nỗ lực để định vị chiếc xe này đều đã thất bại.

## Bức ảnh

Ảnh hai nạn nhân bắt cóc dùng phim Polaroid được tìm thấy vào tháng 6 năm 1989. Nạn nhân nữ được cho là Calico.

Vào ngày 15 tháng 6 năm 1989, một tấm ảnh của máy ảnh lấy ngay chụp một phụ nữ trẻ và một trẻ em nam, cả hai đều có vẻ như đang bị trói, được tìm thấy ở bãi đậu xe của một cửa hàng tiện lợi ở Port St. Joe, Florida. Giả thuyết ban đầu cho rằng nạn nhân nữ là Calico và nam là Michael Henley, cũng đến từ New Mexico, biến mất vào tháng 4 năm 1988. Theo các nhà điều tra, bức ảnh chắc chắn phải được chụp sau tháng 5 năm 1989 vì loại phim của bức ảnh chưa được bán hay ra mắt cho người dùng thử cho đến thời điểm đó. Bất chấp những phỏng đoán, việc nhận diện Henley là một trong hai người trong ảnh có vẻ không chính xác vì thi thể của cậu được tìm thấy năm 1990 tại Núi Zuni, 7 dặm hay 11.2654 ki-lô-mét cách nơi lần cuối cùng cậu được nhìn thấy là nơi cắm trại gia đình, và 75 dặm hay 120.701 ki-lô-mét từ địa điểm Calico biến mất. Cảnh sát tin rằng Henley đã đi lạc và chết do nhiễm lạnh.
Mẹ của Calico tin rằng chắc chắn người phụ nữ trẻ trong ảnh và con gái bà vì có vết sẹo trên chân cô, giống với Calico sau một tai nạn xe hơi. Thêm vào đó, một quyển sách của V.C. Andrews' My Sweet Audrina, là một trong những quyển sách yêu thích của Calico, có thể được nhìn thấy bên cạnh người phụ nữ. Scotland Yard khám nghiệm bức ảnh và cho rằng người phụ nữ trong ảnh là Calico, nhưng cuộc phân tích của phòng thí nghiệm quốc gia Los Alamos không đồng ý với kết quả này. Các cuộc phân tích của FBI cho những kết quả trái ngược nhau.
Hai bức ảnh khác, rất có thể là ảnh chụp Calico, đã được tìm ra qua thời gian, nhưng vẫn chưa được công bố với dân chúng.
Có một vài báo cáo nhìn thấy cô, đa số vào năm 1988 và năm 1989, tại các bang miền Nam Hoa Kỳ, nhưng chưa có báo cáo nào được chứng thực.